# Чо Ю Мін
Чо Ю Мін (кор. 조유민, нар. 17 листопада 1996) — південнокорейський футболіст, центральний захисник клубу «Теджон Сітізен» та національної збірної Південної Кореї.

## Клубна кар'єра
Народився 17 листопада 1996 року.
У дорослому футболі дебютував 2018 року виступами за друголігову команду «Сувон», в якій провів чотири сезони, взявши участь у 111 матчах чемпіонату. Більшість часу, проведеного у складі «Сувона», був основним гравцем захисту команди. 2020 року допомогав їй підвищитися в класі до K-Ліги 1.
Перед сезоном 2022 року перейшов до друголігового «Теджон Сітізен».

## Виступи за збірні
2018 року залучався до складу молодіжної збірної Південної Кореї. На молодіжному рівні зіграв в 11 офіційних матчах.
Влітку 2022 року представник на той час друголігової корейської команди дебютував в офіційних матчах за національну збірну Південної Кореї. Восени того ж року був включений до її заявки на тогорічний чемпіонат світу в Катарі.
| Дата       | Місто  | Господарі      | Результат | Гості          | Турнір           | Голи | Примітки |
| ---------- | ------ | -------------- | --------- | -------------- | ---------------- | ---- | -------- |
| 20-7-2022  | Тойота | КНР            | 0 – 3     | Південна Корея | EAFF 2022        | -    |          |
| 24-7-2022  | Тойота | Південна Корея | 3 – 0     | Гонконг        | EAFF 2022        | -    | 46'      |
| 27-7-2022  | Тойота | Японія         | 3 – 0     | Південна Корея | EAFF 2022        | -    |          |
| 11-11-2022 | Хвасон | Південна Корея | 1 – 0     | Ісландія       | товариський матч | -    | 44'      |
| Усього     |        | Матчів         | 4         |                | Голів            | 0    |          |